# 그랜드 센트럴 오이스터 바 & 레스토랑

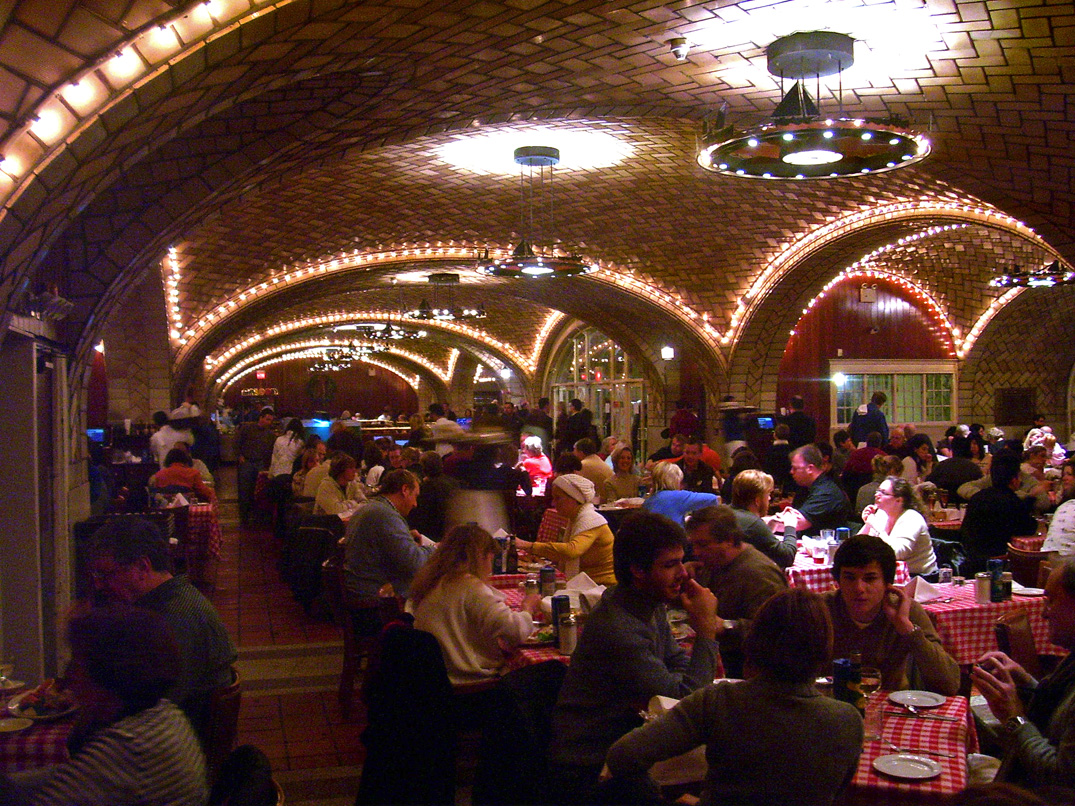
오이스터 바

그랜드 센트럴 오이스터 바 & 레스토랑(영어: Grand Central Oyster Bar & Restaurant)은 뉴욕 그랜드 센트럴 터미널 1층에 있는 레스토랑이다. 1913년 문을 열었으며, 현재까지 영업중이다.